# Eurystyrax nemethi
Eurystyrax nemethi – gatunek chrząszcza z rodziny kózkowatych i podrodziny zgrzypikowych. Jedyny przedstawiciel rodzaju Eurystyrax.

## Zasięg występowania
Gatunek ten występuje na Borneo.